# Ingot
Ingot je komad metala koji se dobije izljevanjem iz taljevine u neki oblik, najčešće šipke ili bloka, prije daljnje obrade.